# Степень близости
Степень близости узла (к другим узлам) — это мера центральности в сети, вычисляемая как обратная величина суммы длин кратчайших путей между узлом и всеми другими узлами графа. Таким образом, чем более централен узел, тем ближе он ко всем другим узлам.

## Определение
Степень близости определил Алекс Бавелас в 1950 году как обратную величину удалённости, то есть
{\displaystyle C(x)={\frac {1}{\sum _{y}d(y,x)}}.}
где {\displaystyle d(y,x)} равно расстоянию между вершинами {\displaystyle x} и {\displaystyle y}. Когда говорят о степени близости, обычно имеют в виду её нормализованную форму, которая представляет собой средние кратчайшие пути вместо их суммы. Она обычно даётся предыдущей формулой, умноженной на {\displaystyle N-1}, где {\displaystyle N} равно числу узлов графа. Для больших графов эта разница становится несущественной, так что {\displaystyle -1} опускается:
{\displaystyle C(x)={\frac {N}{\sum _{y}d(y,x)}}.}
Эта поправка позволяет выполнять сравнение между узлами графов различных размеров.
Рассмотрение расстояний из или в другие узлы не имеет смысла для неориентированных графов, в то время как оно может дать совершенно различные результаты для ориентированных графов (например, web-сайт может иметь высокую степень близости для выходящего соединения, но низкую степень близости для входящих соединений).

## В несвязных графах
Если граф не сильно связан, широко распространена идея использования суммы обратных величин к расстояниям вместо обратной величины к сумме расстояний при соглашении, что {\displaystyle 1/\infty =0}:
{\displaystyle H(x)=\sum _{y\neq x}{\frac {1}{d(y,x)}}.}
Наиболее естественной модификацией определения близости Бавеласа является следующий общий принцип, который предложили Марчиони и Латора (2000): в графах с неограниченными расстояниями среднее гармоническое ведёт себя лучше, чем среднее арифметическое. Более того, близость Бавелоса можно описать как ненормализованную обратную величину среднего арифметического расстояний, в то время как гармоническая центральность равна ненормализованной величине, обратной среднему гармоническому расстояний.
Эту идею явно высказал для ориентированных графов Деккер под названием значимая центральность (англ. valued centrality) и Рочат под названием гармоническая центральность (2009). Гарг аксиоматизировал понятие (2009), а Опсал предложил его снова (2010). Понятие изучали на ориентированных графах общего вида Болди и Вигна (2014). Эта идея весьма похожа на потенциал сбыта, предложенный Харрисом (1954), который теперь часто употребляется под названием доступ на рынок.

## Варианты
Дангалчев (2006) в работе по уязвимости сетей предложил для неориентированных графов другое определение:
{\displaystyle D(x)=\sum _{y\neq x}{\frac {1}{2^{d(y,x)}}}.}
Это определение эффективно для несвязанных графов и позволяет использовать удобную формулировку операций над графами. Например:
1. Если граф {\displaystyle G_{1}+G_{2}} создаётся путём соединения узла {\displaystyle p} графа {\displaystyle G_{1}} с узлом {\displaystyle q} графа {\displaystyle G_{2}}, то степень близости комбинированного графа равна:{\displaystyle D(G_{1}+G_{2})=D(G_{1})+D(G_{2})+(1+D(p))(1+D(q)).}
2. Если граф {\displaystyle T(G)} является графом-колючкой (англ. thorn graph[12]) графа {\displaystyle G}, имеющего {\displaystyle n} узлов, то степень близости {\displaystyle T(G)} равна[13]: {\displaystyle D(T(G))={\frac {9}{4}}D(G)+n.}

Естественное обобщение определения:
{\displaystyle D(x)=\sum _{y\neq x}\ {\alpha ^{d(y,x)}},}
где {\displaystyle \alpha } принадлежит интервалу (0,1). При увеличении {\displaystyle \alpha } с 0 до 1, обобщённая степень близости меняется с локальной характеристики (степени вершины) до глобальной (число связанных узлов).
Информационная центральность Стефенсона и Зелена (1989) является другой мерой близости, которая вычисляет среднее гармоническое расстояний сопротивления в направлении вершины x, которое меньше, если x имеет много путей с малым сопротивлением, соединяющих её с другими вершинами.
В классическом определении степени близости распространение информации моделируется с помощью кратчайших путей. Эта модель может оказаться не вполне реалистичной для некоторых типов сценариев коммуникации. Обсуждались связанные определения меры близости, такие как степень близости по случайным маршрутам, которую предложили Нох и Ригер (2004). Этот показатель измеряет скорость, с какой случайные маршруты сообщений достигают вершины отовсюду из графа — вариант степени близости на основе случайных блужданий. Иерархическая центральность Трана и Квона (2014) является расширенным показателем степени близости на основе другого подхода, чтобы обойти ограничения степени близости для графов, не обладающих сильной связностью. Иерархическая центральность явно включает информацию о наборе других узлов, на которые может повлиять данный узел.